# チャン・タイン・マン
チャン・タイン・マン（陳 青敏、ベトナム語：Trần Thanh Mẫn / 陳青敏、1962年8月12日 - ）は、ベトナムの政治家。2024年5月20日からベトナム国会議長を務める。
1962年生まれ、メコンデルタ地方ハウザン省出身。政治理論学士、経済学博士で、ベトナム祖国戦線中央副委員長、ベトナム祖国戦線中央委員長、国会副議長など歴任。
2024年5月2日、第15期（2021～2026年期）第7回臨時国会でヴオン・ディン・フエ国会議長が解任された後、国会議長職務を代行していた。5月20日の国会における投票では、出席した475人の議員全員がマンの昇格に賛成した。